# Rath (Nörvenich)
Rath ist ein Ortsteil der Gemeinde Nörvenich und liegt im äußersten Osten des Kreises Düren an der Grenze zum Rhein-Erft-Kreis. Von Norden im Uhrzeigersinn umliegend, grenzen Kerpen, Wissersheim, Pingsheim und Nörvenich an das Dorf. Rath hat seinen beschaulichen, dörflichen Charakter gewahrt und zeigt sich dem Besucher mit einem idyllischen, sauberen Flair. Der gewachsene Ortskern mit der Dorfkirche im Mittelpunkt wird eingerahmt von Wiesen und Feldern.

## Der Ortsname
Den Ortsnamen Rath gibt es in dieser Form oder in Zusammensetzungen in naher und weiter Umgebung mehrfach, z. B. Rath bei Düren-Arnoldsweiler oder bei Nideggen, Mödrath, Seelrath, Girbelsrath, Distelrath, um nur einige zu nennen. Alle diese Rath-Namen sind Rodungsnamen und bezeichnen – wie auch Rod, Rott, Rödchen und ähnliche Bezeichnungen – „die Stelle einer Rodung zum Zwecke der Felderweiterung oder Siedlung“. Diese in der karolingischen Zeit begonnene Landgewinnung endete nach allgemeiner Ansicht der Forschung etwa im 12./13. Jahrhundert.
Aus dem Stammwort -rode für urbar machen ist der Flurname Rott und der Ortsname Rath mit all seinen Zusammensetzungen und Abwandlungen entstanden. Noch in einem Protokoll von 1559 wird das Dorf Rath Rode genannt. In unmittelbarer Nähe des Dorfes ist noch in den 1930er Jahren Im Rott bei Gypenbusch eine größere Waldfläche gerodet worden.
Der Ortsname Rath oder, wie es in der Urkunde heißt, Rohde wird zuerst im Jahre 1177 genannt. Am 24. Mai dieses Jahres stiftete die Witwe des drei Tage zuvor verstorbenen Grafen Adalbert von Molbach und von Nörvenich, seine Tochter und deren Ehemann, Graf Wilhelm von Jülich, der Pfarre Nörvenich ein kleines Hofgut, aus dem immerhin jährlich 40 Malter Roggen erwirtschaftet werden. In der Stiftungsurkunde heißt es, übertragen in die Sprache unserer Zeit:

„in der Pfarre Nörvenich, in einem Weiler, der Rohde (= Rath) genannt wird, überlassen wir ein Gütchen, welches 40 Malter Korn einträgt, für alle Zwecke der Kirche…“

Neben der ersten Erwähnung des Ortsnamens wird hier zum ersten Mal gesagt, dass Rath schon zu dieser Zeit zur Pfarre Nörvenich gehörte, bei der es bis zum Jahre 1804 blieb.

## Einwohnerentwicklung des Ortsteiles
| Bevölkerungsentwicklung |               |  |      |               |  |      |               |
| Jahr                    | Einwohnerzahl |  | Jahr | Einwohnerzahl |  | Jahr | Einwohnerzahl |
| 1885                    | 340           |  | 1905 | 296           |  | 1925 | 311           |
| 1945                    | 259           |  | 1955 | 273           |  | 1965 | 292           |
| 1975                    | 578           |  | 1985 | 588           |  | 1995 | 603           |
| 2005                    | 674           |  | 2010 | 636           |  | 2015 | 637           |

## Historisches
Der oben beschriebene ursprüngliche Ortsname „Rode“ oder „Rohde“ lässt den Rückschluss zu, dass zunächst fränkische Bauern im frühen Mittelalter diesen Teil des damaligen  Urwaldes rodeten, die Fläche urbar machten und sich in der Rodung niederließen.
Im Dreißigjährigen Krieg, genauer im Schwedisch-Französischen Krieg (1635–1648), geriet Rath zwischen die Fronten der französischen Truppen, die nach der Schlacht auf der Kempener Heide von Nordwesten her anrückten, und der kaiserlichen Truppen, die sich im Bereich des Vorgebirges bei Lechenich verschanzt hatten. Die französischen Truppen belagerten die Festung Lechenich im Januar 1642 fast fünf Wochen lang. In dieser Zeit war auch Rath Lagerstätte der französischen Truppen und Schauplatz kriegerischer Auseinandersetzungen.
Im Verlauf des Jahres 1642 wurde Rath durch ein hessisch-weimarisch-französisches Söldnerheer gebrandschatzt. Höfe und Häuser wurden zerstört und verbrannt, die Felder wurden verwüstet und geödet. Die Menschen, soweit sie überlebt hatten, flüchteten, und Rath war die folgenden sieben Jahre nahezu unbesiedelt.
Rath gehörte von 1177 bis 1803 zum Kirchspiel/Pfarre Nörvenich. Von 1803 bis 1805 gehörte Rath zur Pfarre Oberbolheim und ab 1805 zur Pfarre Wissersheim. Heute ist die katholische Pfarrgemeinde Teil der Weggemeinschaft Nörvenich. Vom 15. bis zum Ende des 18. Jahrhunderts tagte in der St.-Nikolaus-Kapelle in Rath der Send der Pfarrei Nörvenich. Dieses geistliche Sittengericht überlebte in Rath die Wirren der Reformation Anfang des 16. Jahrhunderts und geriet nicht, wie in vielen umliegenden Orten, in Vergessenheit.
Die politische Zugehörigkeit Raths wechselte häufiger. Nachgewiesen sind 1549 eine Zugehörigkeit zum Herzogtum Jülich, 1555 eine Zugehörigkeit zum Amt Hochkirchen und 1813 zum Amt Buir. 1818 wird Rath dem Amt Nörvenich zugeschlagen. Seit der Kommunalreform – kleine, dörfliche Ämter wurden zu großen Verwaltungseinheiten zusammengefasst – im Jahr 1969 gehört Rath zur Großgemeinde Nörvenich.
Im Jahr 1875 trat in Rath eine Scharlach-Epidemie auf. Die Gesamtzahl der Opfer ist nicht bekannt, es starben jedoch 17 Schulkinder an der Krankheit. Das war zur damaligen Zeit mehr als die Hälfte aller Schulkinder in Rath.
Während Rath lange Jahre durch landwirtschaftliche Betriebe geprägt war und die Einwohner der Arbeit auf den Feldern und Wiesen nachgingen, änderte sich mit Beginn des 20. Jahrhunderts das Berufsspektrum. Immer mehr Menschen fanden in den umliegenden Kohlebergbaubetrieben der Firma Rheinbraun, heute  RWE-Power, und den neu entstandenen chemischen Betrieben im Chemiegürtel Köln, Hürth und Wesseling Lohn und Brot. Heute leben viele Pendler in Rath, die in Großbetrieben in der Umgebung arbeiten oder Dienstleistungen in den nahen Städten erbringen. Dieser Wandel wird auch an der Zahl der landwirtschaftlichen Betriebe in Rath deutlich. Gab es 1945 noch 14 Bauernhöfe in Rath, reduzierte sich die Zahl bis 1975 auf sieben Höfe. Heute gibt es noch einen landwirtschaftlichen Betrieb (Martinshof) in Rath.

### Eingemeindung
Am 1. Januar 1969 wurde die Gemeinde Rath bei Nörvenich – so hieß sie offiziell – nach Nörvenich eingemeindet.

## Bauliches

### Kirche St. Nikolaus
Im 12./13. Jahrhundert wurde in Rath die St.-Nikolaus-Kapelle im heutigen Zentrum des Dorfes erbaut. Im Dreißigjährigen Krieg wurde sie 1642 von einem hessisch-weimarisch-französischen Söldnerheer schwer beschädigt. Aber schon 1656 wurde sie wieder aufgebaut. 1841 wurden an der einschiffigen Kapelle bauliche Veränderungen vorgenommen, die das Gebäude nach Westen hin deutlich vergrößerten. Eine weitere Vergrößerung ergab sich nach einem Anbau in den 1970er Jahren. Dabei erfolgte eine grundlegende Renovierung des Gotteshauses.

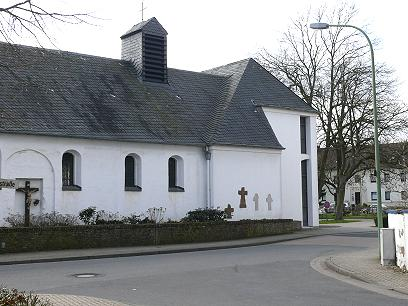
St.-Nikolaus-Kirche Rath

Anfang des 20. Jahrhunderts wurde die St.-Nikolaus-Kapelle zur Pfarrkirche erhoben.

### Marienkapelle
1954/1955 wurde am nördlichen Ortsrand (heute Ecke Kerpener Straße/An der Marienkapelle) von den Anwohnern eine Kapelle zu Ehren der heiligen Maria erbaut. Das kleine, nicht begehbare Gebäude beherbergt eine Marienfigur. Vor der Kapelle finden auch heute noch kirchliche Veranstaltungen statt.

### Kindergarten Rather Feldmäuse
Der Kindergarten Rather Feldmäuse (ehemals Zwergenland) war nach Auflösung der Volksschule am 1. August 1968 vom 1. April 1974 bis zum 22. Februar 2002 im ehemaligen Rather Schulgebäude an der Hubertusstraße untergebracht. Von Frühjahr 1971 an war es ein evangelischer Kindergarten. Danach zog der Kindergarten in einen Neubau an der Martinstraße, direkt neben dem Spielplatz, um. Der Kindergarten wurde von einer Gruppe auf 4 Gruppen erweitert. Er kann von bis zu 80 Kindern besucht werden. Die Einweihung der Erweiterung erfolgte am 25. Oktober 2021.

## Schulwesen
Bereits Anfang des 19. Jahrhunderts wird von einem Landwirt Schauf berichtet, der bis ca. 1815 in den Wintermonaten ca. 40 Kinder in seiner Wohnung unterricht
Der erste fest angestellte Lehrer war ein Mann namens Stüpp, der von 1849 bis 1852 unterrichtete. Danach wanderte er nach Amerika aus. Ihm folgte für wenige Monate in 1852 der Aspirant Dinraths. Für die Jahre bis 1856 ist kein Lehrer bekannt. Dann kam der Aspirant Friedrich Kreuer, der von 1856 bis 1857 blieb. 1857 wurde Johann Heß angestellt, der bis 1895 unterrichtete. Ihm folgte bis 1896 Lehrer Maaßen. Lehrer Gottschalk war bis 1901 seit Nachfolger. Von 1901 bis zum 1. Oktober 1907 kam Lehrer Siebenstund. Sein Nachfolger war bis zum 1. April 1909 Joseph Fischer. Friedrich Kurth unterrichtete mit Unterbrechung bis zum 31. Juli 1919, denn er musste vom 1. August 1916 bis Mitte 1917 Kriegsdienst im Ersten Weltkrieg leisten. In dieser Zeit vertraten ihn die Lehrpersonen Hermann Dauzenberg, Antonie Bäumer und Lehrerin Hirtz aus den Nachbarorten. Hermann Bahnschulte folgte am 1. August 1919. Er blieb bis zu seinem Tod am 13. April 1948. Sein Sohn Gerhard Bahnschulte blieb bis zur Auflösung der katholischen Volksschule am 1. August 1968. Gerhard Bahnschulte hatte während seiner Dienstzeit viele Geschichten über Rath geschrieben. Er verzog nach Brilon, wo sein Sohn heute auch als Lehrer tätig ist.
Von 1974 bis 2002 diente das Schulgebäude als Kindergarten.

## Verkehr
Im ÖPNV verbindet die AVV-Buslinie 212 des Rurtalbus den Ort mit Nörvenich und Lechenich. Bis zum 31. Dezember 2019 wurde diese Linie von der Dürener Kreisbahn bedient.
| Linie | Verlauf |
| ----- | --- |
| 212   | Nörvenich Alter Bf – Nörvenich Schlosspark – Oberbolheim – Rath – Wissersheim – Pingsheim – Herrig – Lechenich |

## Vereinsleben
Rath hat seinen dörflichen Charakter gewahrt. Daher erfährt das Vereinsleben in Rath großen Zuspruch. Den Kindergarten Rather Feldmäuse unterstützt der Förderverein. Das karnevalistische Treiben wurde über viele Jahre vom Karnevals-Club „Rather Jecke“ gefördert. Zum regen Vereinsleben trägt die Rather Jugend bei. Die durch einen Förderverein unterstützte Freiwillige Feuerwehr mit ihrer Jugendabteilung, der Jugendfeuerwehr, trägt wesentlich zum kulturellen Ortsleben bei. Das Maibrauchtum wird von den Rather Maijungen gepflegt. Wie in den angrenzenden Dörfern gibt es hier einen Schützenverein mit einem dazugehörigen Schützenfest. Die St. Hubertus Schützenbruderschaft wurde am 6. Mai 1920 gegründet. Neben dem Schützenfest organisiert die Bruderschaft weitere Veranstaltungen, wie z. B. den Karnevalszug oder den Weihnachtsmarkt.

## Sonstiges
In den 1960er Jahren lebte der „Burgenkönig“ Herbert Hillebrand in Rath.